# Hexafluorozirconiumsäure
Hexafluorzirconiumsäure, H2[ZrF6], ist eine anorganische Säure, bestehend aus dem Übergangsmetall Zirconium und dem Halogen Fluor. Ihre Salze sind die Hexafluorozirconate.

## Verwendung
Die Säure und deren Salze werden in der Metalloberflächentechnik verwendet.

## Eigenschaften
Eine 45%ige wässrige Lösung der Hexafluorozirconiumsäure ist eine geruchlose, farblose Flüssigkeit. Sie besitzt eine Dichte von 1,51 g·cm−3. Der pH-Wert liegt bei 20 °C bei < 1.

## Sicherheitshinweise
Die Säure ist toxisch bei Hautkontakt, Verschlucken oder Inhalation. Auf der Haut verursacht es schwere Verätzungen. An den Augen hinterlässt es schwere Schäden.
Bei der Zersetzung entstehen Fluorwasserstoff und Zirconiumoxide. Starke Basen, Säuren und Oxidationsmittel rufen heftige Reaktionen mit der Säure hervor.